# National Speed Skating Oval
National Speed Skating Oval (chiń. 国家速滑馆) – kryty, 400-metrowy tor łyżwiarski w Pekinie, stolicy Chin. Został otwarty w 2021 roku. Może pomieścić 12 000 widzów. W obiekcie zostały rozegrane zawody łyżwiarstwa szybkiego w ramach Zimowych Igrzysk Olimpijskich 2022.
Budowa krytego toru łyżwiarskiego, mającego powstać w związku z organizacją w Pekinie Zimowych Igrzysk Olimpijskich 2022, rozpoczęła się w kwietniu 2017 roku. Arenę wybudowano w miejscu tymczasowego obiektu do hokeja na trawie, na którym rozgrywane były mecze hokeja na trawie podczas Letnich Igrzysk Olimpijskich 2008 i obok kompleksu tenisowego, który w ramach tych samych igrzysk gościł rozgrywki tenisa ziemnego. Projekt areny przygotowała firma Populous. Budowę ukończono w grudniu 2020 roku. W dniach 8–10 października 2021 roku w obiekcie rozegrano międzynarodowe zawody, będące pierwszym testem areny przed igrzyskami.
W dniach 5–19 lutego 2022 roku na torze odbyły się zawody łyżwiarstwa szybkiego w ramach Zimowych Igrzysk Olimpijskich 2022.
Obiekt posiada 400-metrowy tor do łyżwiarstwa szybkiego, położony na wysokości 49 m n.p.m. Arena jest w pełni przykryta zadaszeniem. Trybuny znajdujące się przy torze mogą pomieścić 12 000 widzów (po igrzyskach w 2022 roku pojemność ma zostać zredukowana do 8000 widzów). Wyróżnikiem budynku jest unikalna, przeszklona fasada o futurystycznym kształcie. Obiekt określany jest często mianem „lodowej wstęgi” (ang. „Ice Ribbon”).